# Tee (parancs)

A tee használata: Az ls -l parancs kimenetét átirányítja a tee parancsra, mely készít egy másolatot a file.txt nevű állományba és ez a less parancs segítségével a képernyőn is megjelenik.

A tee parancs a standard bemenetén kapott adatokat a standard kimenetre és valamennyi argumentumként kapott fájlba másolja. Ez akkor hasznos, ha az adatokat nemcsak a csővezetéken szeretnénk továbbítani, hanem szükségünk van egy másolatra is.

## Használata
A parancs általános alakja:
- tee [ -a ] [ -i ] [ --append ] [ --ignore-interrupts ] [ fájl... ]
- tee [ --help ] [ --version ]

### Opciók
- -a, --append

A standard bemenet tartalmát a célfájlok végéhez fűzi, és nem írja felül azokat.
- -i, --ignore-interrupts

Figyelmen kívül hagyja a megszakításra vonatkozó jelzéseket.
- --help

Használati útmutatót ír a standard kimenetre, majd sikeres visszatérési értékkel kilép.
- --version

A program verziójáról ír ki információt a standard kimenetre, majd sikeres visszatérési értékkel kilép.